# Acerophagus gutierreziae
Acerophagus gutierreziae är en stekelart som beskrevs av Timberlake 1916. Acerophagus gutierreziae ingår i släktet Acerophagus och familjen sköldlussteklar. Inga underarter finns listade i Catalogue of Life.